# Oreocryptophis porphyraceus
Oreocryptophis porphyraceus – gatunek węża z rodziny połozowatych (Colubridae), jedyny przedstawiciel monotypowego rodzaju Oreocryptophis. Występuje w południowej i południowo-wschodniej Azji – od północno-wschodnich Indii, Nepalu i Bhutanu na wschód po południowo-wschodnie Chiny i Tajwan oraz na południe po Półwysep Malajski i Sumatrę.